# Jort
Jort è un comune francese di 330 abitanti situato nel dipartimento del Calvados nella regione della Normandia. È situato a 31 km da Caen e a 178 km da Parigi.
Tra i posti più famosi da visitare troviamo Falaise, a 12 km, e Cambremer a 22 km di distanza.

## Società

### Evoluzione demografica
Abitanti censiti